# Ruijie Networks
Ruijie Networks Co., Ltd. — китайська компанія, що займається дослідженнями, розробкою та продажем мережевих пристроїв, продуктів мережевої безпеки та хмарних рішень для настільних комп'ютерів. Надає комплексні мережеві рішення для операторів зв'язку, фінансових послуг, державних установ, освіти та підприємств. 
Компанію було засновано 2003 року, її штаб-квартира розташована в місті Фучжоу (Китай).
Ruijie має понад 50 філій з продажами та обслуговуванням в Азії, Європі, Північній та Південній Америці. 
У компанії працює понад 8 тисяч співробітників, у тому числі 3 тисячі інженерів у 8 центрах дослідження та розробки (R&D) по всьому світу. 
Щороку понад 15 % доходу від продажів Ruijie інвестує в R&D, а понад 30 % коштів від R&D — у високотехнологічні перспективні дослідження. 
У Китаї компанія Ruijie офіційно визнана такою, що належить до першої когорти національних інноваційних підприємств та до першої когорти національних підприємств-лідерів технологічних інновацій.
Продукція компанії продається під двома брендами:
- Ruijie, що орієнтований на корпоративний та операторський ринки;
- Reyee, що орієнтований на малі та середні підприємства та SOHO[7].

Серед мережевого обладнання Ruijie, що доступно в Україні станом на 2025 рік, — комутатори, точки бездроторого доступу для приміщень і для зовнішнього застосування, маршрутизатори, оптичні трансивери тощо.